# Wolfgang Dehnel
Wolfgang Dehnel (* 11. Februar 1945 in Schwarzenberg/Erzgeb.) ist ein deutscher Politiker (CDU). Er war Volkskammerabgeordneter und Mitglied des Bundestages.

## Leben
Nach dem Besuch der Grundschule und dem Abitur an der Erweiterten Oberschule „Bertolt Brecht“ in Schwarzenberg machte er eine Lehre als Werkzeugmacher. Später studierte er im Abendstudium an der Außenstelle Breitenbrunn der Technischen Hochschule Karl-Marx-Stadt und graduierte als Ingenieur für Technologie des Maschinenbaus. Von 1966 bis 1967 leistete er seinen Wehrdienst bei der NVA und arbeitete bis 1969 als Werkzeugmacher, danach bis 1976 als Technologe, im Anschluss daran als Gruppenleiter und seit Januar 1990 als Leiter der Fertigungstechnologie in der Formenbau GmbH Schwarzenberg.
Dehnel trat 1976 der CDU der DDR bei und war 1980 bis 1990 Stadtrat in Schwarzenberg. Von 1990 bis 1997 war er Vorsitzender des CDU-Kreisverbandes Schwarzenberg. Er wurde 1990 für den Wahlkreis 08 (Karl-Marx-Stadt) in die Volkskammer gewählt, der er vom 18. März bis zum 2. Oktober 1990 angehörte. Nach der Wiedervereinigung wurde er Mitglied des Bundestages, dem er bis 2002 als direkt gewählter Abgeordneter des Wahlkreises 326 (Aue-Schwarzenberg-Klingenthal) angehörte. Von 2005 bis 2015 war Dehnel Vorsitzender des Erzgebirgszweigvereins Schwarzenberg.
Wolfgang Dehnel ist evangelischen Glaubens, verwitwet und hat zwei Kinder.